# Ходзьо Генан
Ходзьо Генан (яп. 北条幻庵; 1493 - 8 грудня 1589) - японський самурай періоду Сенгоку. Другий син Ходзьо Соуна. Генан був високоосвіченим самураєм, тому він працював дипломатом у пізнішому клані Ходзьо.

## Біографія
Ходзьо Генан, також відомий як Ходзьо Нагацуна, був другим сином Ходзьо Соуна і був давнім стовпом клану Ходзьо. Він вирішив переїхати в Кіото і став відомий своїми культурними дослідженнями і бажанням вчитися. У 1569 році він втратив старшого сина Сінзабуро Цунасіге і другого сина Нагатоші в битві з Такедою Сінгеном. Щоб втішити його, онук Ходзьо Удзіясу коротко передав Генану свого сьомого сина, Удзіхіде. Генан служив радником клану при Ходзьо Удзінао. Його пам'ятають за його майстерність в барабан, і флейта, на додаток до використання на коня, лук і стріли.